# 사쿠라이 리나
사쿠라이 리나(일본어: 桜井 莉菜, 1983년 4월 13일 ~ )는 일본의 모델, 가수, 배우이다.